# Phong Doanh
	Phong Doanh		là một xã thuộc tỉnh Ninh Bình, Việt Nam. Trụ sở xã nằm cách phường Hoa Lư - trung tâm tỉnh lỵ Ninh Bình 16 km về phía Đông Bắc.		
Theo Nghị quyết số 1674/NQ-UBTVQH15 ngày 16/6/2025 về sắp xếp các đơn vị hành chính cấp xã của tỉnh Ninh Bình năm 2025, 	sắp xếp các xã Phú Hưng, Yên Thọ và Yên Chính thành xã mới có tên gọi là xã Phong Doanh.	
Xã Phong Doanh	có diện tích:	34,98	km², 	dân số:	37.231	người, mật độ dân số: 	1064	người/km². 	Đây là đơn vị có diện tích xếp thứ:	24	, số dân xếp thứ: 	35	và mật độ dân số xếp thứ: 	80	trong số 129 xã, phường ở Ninh Bình.  
Xã này nằm trên Quốc lộ 37C, Đường cao tốc Bắc – Nam và cũng là nơi có sông Đáy chảy qua.
1. ↑  Nghị quyết của Quốc hội về sắp xếp các đơn vị hành chính cấp xã của tỉnh Ninh Bình năm 2025